# Arcade

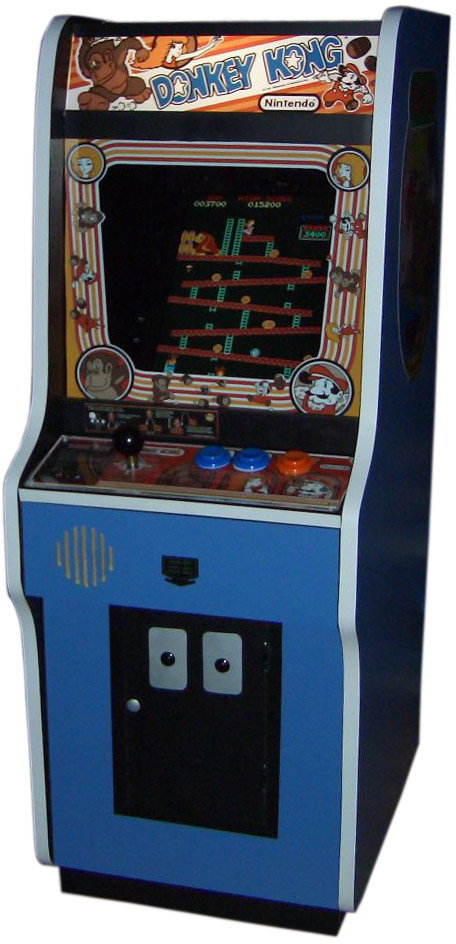
Una máquina recreativa o arcade de Nintendo con el juego Donkey Kong.

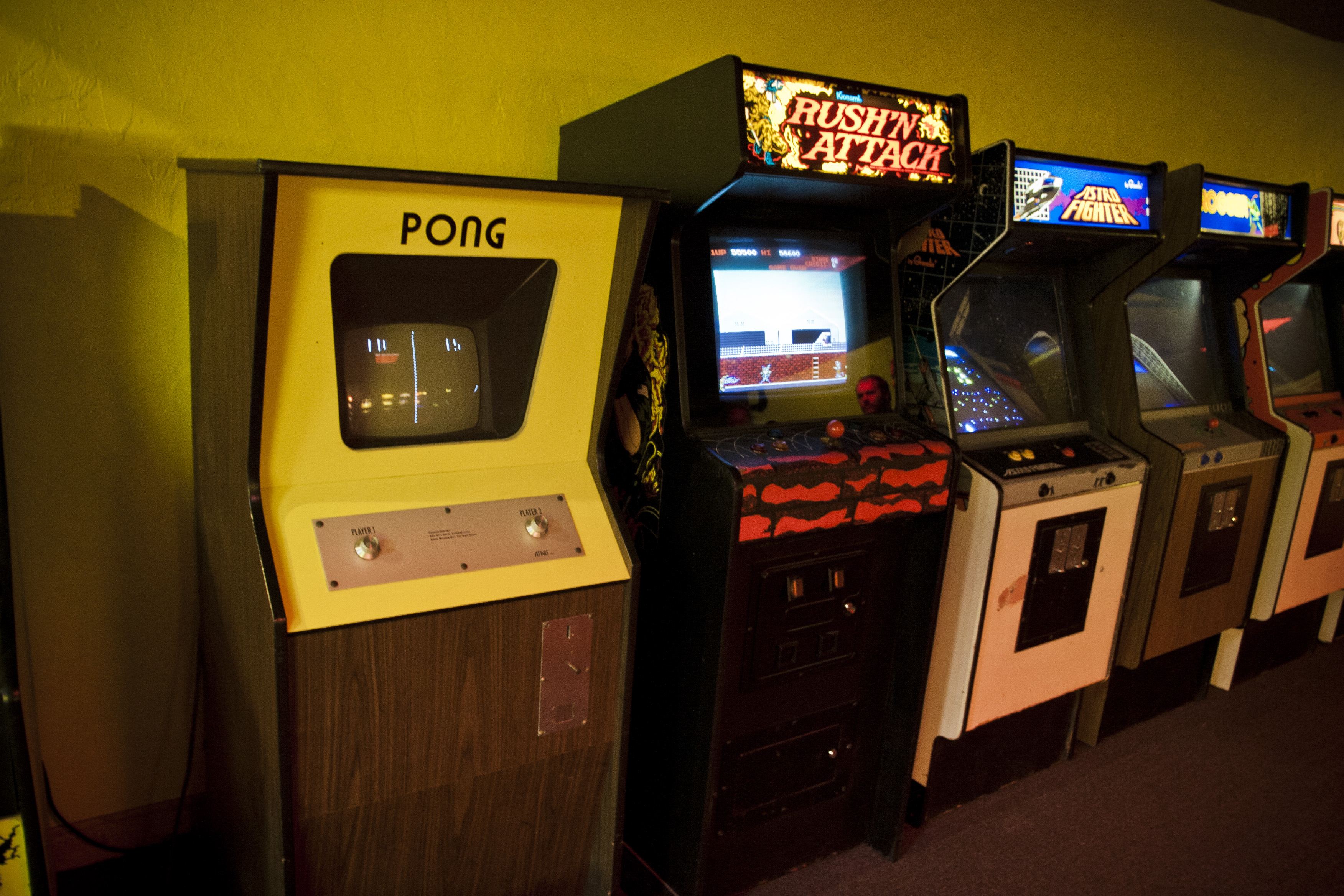
Pong, Rush N'Attack, Astro Fighter y Frogger.

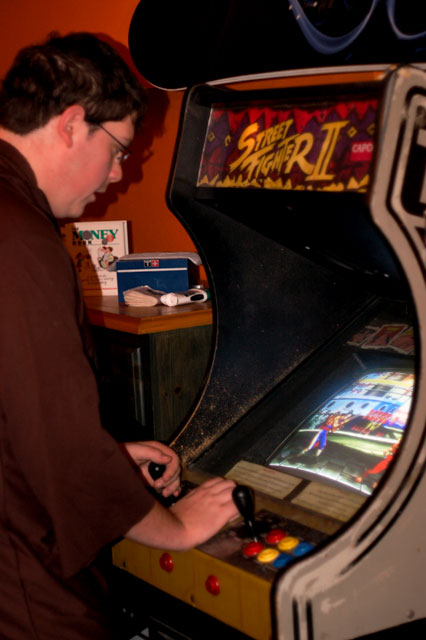
Una persona jugando Street Fighter II.

Los videojuegos de arcade o arcadia [1]son un tipo de videojuegos que originalmente fueron concebidos para las máquinas recreativas (llamadas también, «máquinas de arcade») que desde inicios de los años 1970 fueron progresivamente introduciéndose y desbancando, en gran medida, a los juegos electromecánicos en lugares como centros comerciales, restaurantes, bares y salones recreativos especializados. Hoy en día el término «arcade» es un término genérico que se utiliza para designar un estilo o categoría de videojuegos, incluso aunque dichos videojuegos ya no sean utilizados en máquinas recreativas sino a nivel doméstico en plataformas como consolas o el PC.
El término proviene del francés arcade, palabra con la que se designan las galerías o soportales en los cuales solían colocarse las primeras máquinas recreativas de este tipo. Posteriormente el término se empleó para nombrar a los salones dedicados a las máquinas recreativas y, con el tiempo, a estas últimas y a los juegos en sí mismos.

## Características

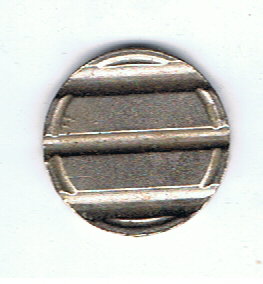
Ficha arcade, la cual es introducida en el fichero de la máquina para iniciar el videojuego.

Las máquinas son muebles con algunos controles como una palanca y botones, o una pistola, o un volante con freno y acelerador, o una plataforma de baile, o un pádel, o un trackball; dependiendo del juego. Para poder jugar una partida hay que introducir unas monedas de curso legal con el importe necesario o fichas del propio local; hay otras que funcionan con tarjeta magnética o con un chip externo o interno prepagada de la cual se descuenta el precio correspondiente. Estas máquinas se utilizan mucho para diversión y juego. Otras características son que funcionan en su gran mayoría con una placa o board que contiene un solo juego. Poco tiempo después surgieron sistemas de cartuchos, como el Neo-Geo, que permitía cambiar el juego sin tener que invertir en otra placa. Otro aspecto del juego en estas máquinas es que no se puede detener la acción, cosa que sí sucede en las consolas, ya que el botón start en las máquinas recreativas solo se usa para iniciar el juego; en cambio, en las consolas el juego sí puede pausarse varias veces.
La característica común es la escasa duración de las partidas, llamadas "créditos" (credit en inglés), que en el argot de este mundo significa las continuaciones posibles de seguir jugando por tiempo o por perder todas las vidas. La poca duración asegura que el jugador vaya introduciendo sus monedas, fichas o tarjetas. También se evita la complejidad para enganchar a cualquier persona. Los primeros videojuegos salieron en arcade y computadoras antes que en las consolas, así que son parte esencial de la historia del videojuego. También, al momento de encender la máquina, al momento de arrancar el juego, al momento de perder el juego o al momento de finalizar el juego por completo, en el centro de la pantalla aparece la frase "insertar moneda" (insert coin en inglés), aunque en algunos videojuegos de lucha como Street Fighter II': Champion Edition en la parte superior derecha la frase "insertar moneda" también aparece cuando el juego está en curso para que así puedan jugar dos personas (al momento de jugar con dos jugadores la frase "insertar moneda" desaparece de la pantalla). En juegos arcade actuales, la frase "insertar moneda" se ha reemplazado por otra frase personalizada como "deslizar tarjeta" (swipe card) o "insertar ficha" (insert token). En juegos arcade creados por Konami, además de fichas, aparece el monedero PASELI para indicar a los jugadores cuánto le queda y cuál es el coste para jugarlo vía PASELI.
En las décadas de 1980 y 1990, los arcades se consideraban la "prueba de fuego" para mostrar todo el potencial gráfico de videojuegos o innovaciones, que estaban limitados por los controles de consolas y ordenador o simplemente para que mostrara una sensación más real y envolvente que la que se podría vivir manejando un pad o teclado, en especial las cabinas hidráulicas de algunos simuladores aéreos, dos o más pantallas y cualquier otro accesorio difícil de implementar en el sector doméstico.
Una característica buscada entre los creadores y usuarios de estas máquinas es el tener un gran valor de "rejugabilidad". Así, aun cuando el jugador ha terminado el juego satisfactoriamente, hay un deseo de comenzar de nuevo inmediatamente o en una ocasión próxima. Con este objetivo, gran parte de las máquinas de arcade poseen sistemas de puntuación (tablas con las mejores 5, 10 o 20 mejores puntuaciones/tiempos/porcentajes) que miden los logros del jugador con la opción de jugar por terminar el juego o por competir contra otros jugadores.

## Historia
El lanzamiento del primer juego arcade tuvo lugar en septiembre de 1971. Fue Galaxy Game, creado por Bill Pits y Hugh Tuck a imagen y semejanza de Spacewar! (1962) programado para el PDP-1 en el Instituto de Tecnología de Massachusetts. La empresa Nutting Associates hizo lo propio con Computer Space en noviembre de 1971, un juego similar creado por Nolan Bushnell y Ted Dabney pero más económico y menos sofisticado. Nutting Associates pretendía aprovechar la ausencia de piezas móviles de los videojuegos respecto a las máquinas electromecánicas, dado que solían averiarse fácilmente por este motivo, aunque la recepción fue algo pobre.
Bushnell y Dabney fundaron Atari y en 1972 contrataron a Allan Alcorn, quien se encargó de crear el primer éxito de masas, Pong (1972), que no tardó en extenderse mundialmente.
Hasta 1975 los videojuegos arcade presentaban lógica de transistor a transistor (TTL), un sistema inalterable a cambios. En ese año se incorporan los microprocesadores en la creación de los videojuegos arcade, lo que hizo que la lógica del juego se hiciera por software sin necesidad de rehacer el circuito.
La enorme popularidad de los videojuegos arcade entre finales de los años 1970 y principios de los años 1980 ocasionó un incremento espectacular de las ventas de estas máquinas recreativas. Este período de la historia de los videojuegos se bautizó como la era dorada de los videojuegos arcade. Aunque la duración exacta de esta etapa sigue siendo motivo de debate, sí hay un consenso en torno a los momentos clave de la misma. Entre ellos que se cuentan el comienzo con la apariencia general de los videojuegos como un mercado de consumo en salas recreativas, consolas domésticas y su evolución en plataformas de computadoras personales, cubriendo el auge de los sistemas de hardware y el origen de los sistemas basados en cartuchos de juegos múltiples en 1971, los estrenos de Pong (1972) y Space Invaders (1978), más la introducción de la tecnología de visualización de vectores en 1979. Asimismo, los videojuegos arcade de la era dorada incluyen las videoconsolas de primera y segunda generación. La era dorada finalizó con la crisis del videojuego de 1983, mientras que el renacimiento de los videojuegos se atribuye a los arcades y videoconsolas de tercera y cuarta generación.
Las películas Tron (1982), The King of Kong: A Fistful of Quarters (2007), Chasing Ghosts: Beyond the Arcade (2007), Wreck-It Ralph (2012) y Pixels (2015) tratan de homenajear a este período y a muchas franquicias de videojuegos que surgieron en esta era como: Pac-Man, Donkey Kong, Galaga, Mario Bros., Asteroids, Pole Position, Tapper, Centipede, Dragon's Lair, Tempest, Galaxian, Mappy, Kangaroo, Frogger, Pengo, Phoenix, Q*bert, Defender, Rally X, Dig Dug, Time Pilot, Crystal Castles, Robotron: 2084, Gyruss, Joust, Breakout, Lunar Lander o las primeras adaptaciones a videojuegos de dibujos animados como Popeye y de películas como Star Trek, Star Wars o Tron.

### Decadencia
Debido a la rentabilidad y al avance de la tecnología en las consolas y en las computadoras (que han llegado a tener un hardware superior al arcade), la posibilidad de jugar en línea, la proliferación de cibercafés y otros motivos, las máquinas de arcade han ido perdiendo popularidad hasta casi desaparecer. Esto ha obligado a compañías especializadas en el sector, como Midway, a entrar en el sector de las consolas y dejar de producir arcades. Los juegos de lucha (como Street Fighter) son la excepción, debido a que se usan para competiciones y torneos; por ende, los jugadores se entrenan más en esos juegos (y más dinero gastan).

### Divergencias regionales

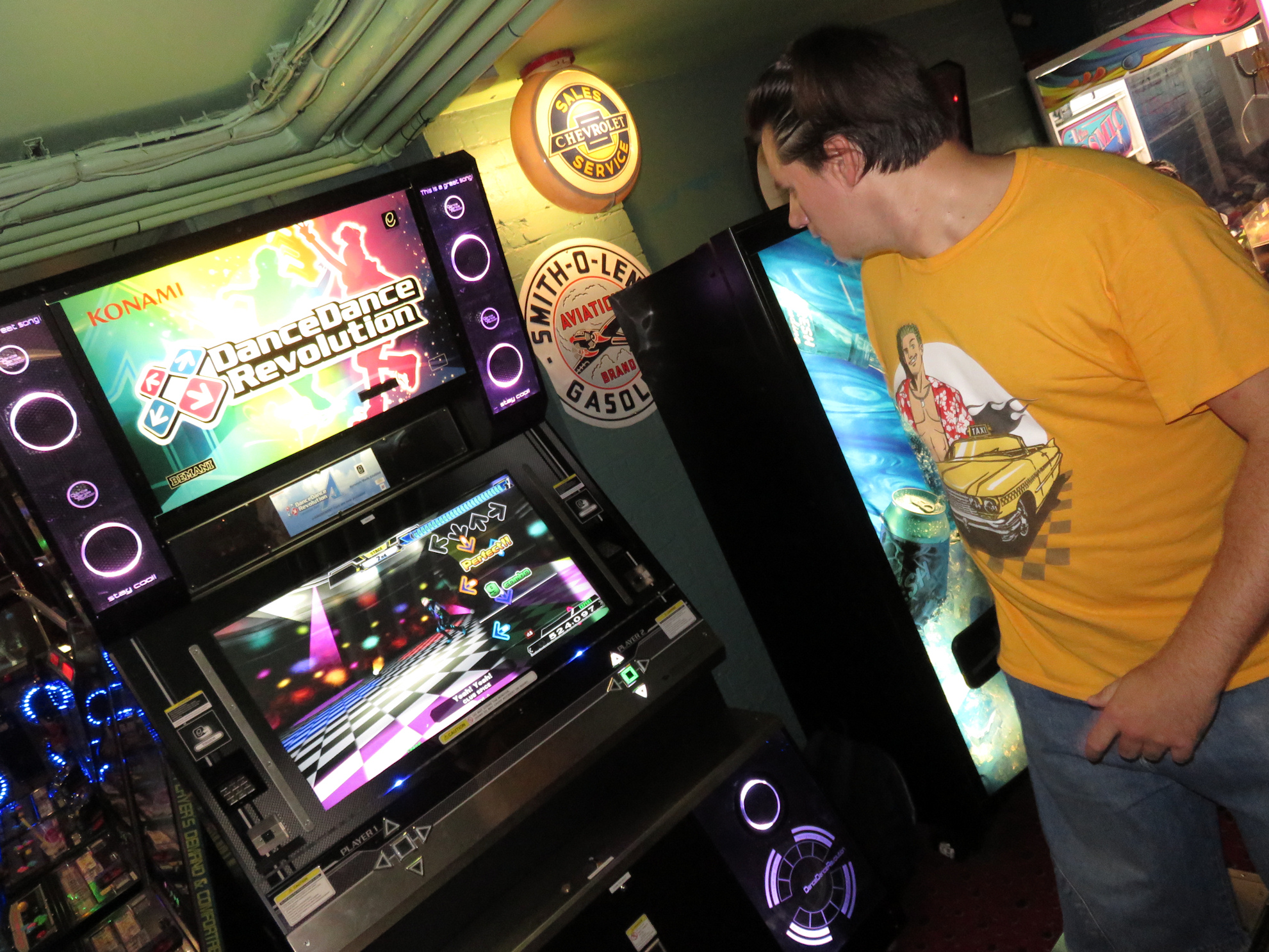
Persona jugando DDR A en una cabina DDR X de pruebas en Europa.

Al empezar el siglo XXI, ocurrió una divergencia regional en donde Asia sigue tomando terreno la industria de los juegos arcade mientras que en el resto del mundo los juegos arcade han perdido terreno debido a la renovación de juegos para PC y consolas y la introducción de juegos para teléfonos móviles.

#### En América
Empresas como Konami, Sega y Taito han cambiado el modo de jugar, debido a los nuevos controles que son inaccesibles para el mercado de las consolas. Los controles suelen ser plataformas de baile (encontradas en juegos como Dance Dance Revolution, Pump it Up o DANCERUSH), pistolas de luz (en juegos como Virtua Cop), guitarras y tambores (en juegos como GITADORA) y pantalla táctil (en juegos como REFLEC BEAT), entre otros. Las placas arcade suelen usarse una consola como PlayStation (ejemplo: Konami System 573), Dreamcast (NAOMI, Atomiswave), Nintendo Gamecube (Triforce), o una computadora (como Taito Type X, Bemani PC o exA-Arcadia). Algunos géneros, como los videojuegos de música, siguen triunfando en el mercado. Existen tiendas arcade fuera de Asia, pero en menor medida.
No obstante, la gran cantidad de nostálgicos del género ha provocado que numerosas personas se construyan sus propias máquinas recreativas (existen diversas comunidades y páginas web dedicadas), rehabilitando armazones o creándolos nuevos, raramente aprovechando cerebros electrónicos de viejas máquinas, más comúnmente habilitando una computadora con sistemas como Windows XP o como Windows 7 para simularlos (emuladores). También pueden encontrarse en museos de videojuegos.
Además de las arcades físicas, existen juegos que se convirtieron a ROM para preservar la historia de videojuegos y dichas ROM se juegan en teléfonos, computadoras o consolas usando emuladores como MAME. Incluso, empresas como Taito y SNK rescatan sus juegos arcade y los lanzan a consolas actuales y teléfonos. En caso de juegos arcade basados en PC, solo es posible ejecutarlos en PC mediante hackeos. Algunos juegos se convierten en un pack para jugar en un televisor, se compilan para jugarse en una consola o se lanzan como videojuegos para teléfonos.

#### En Japón

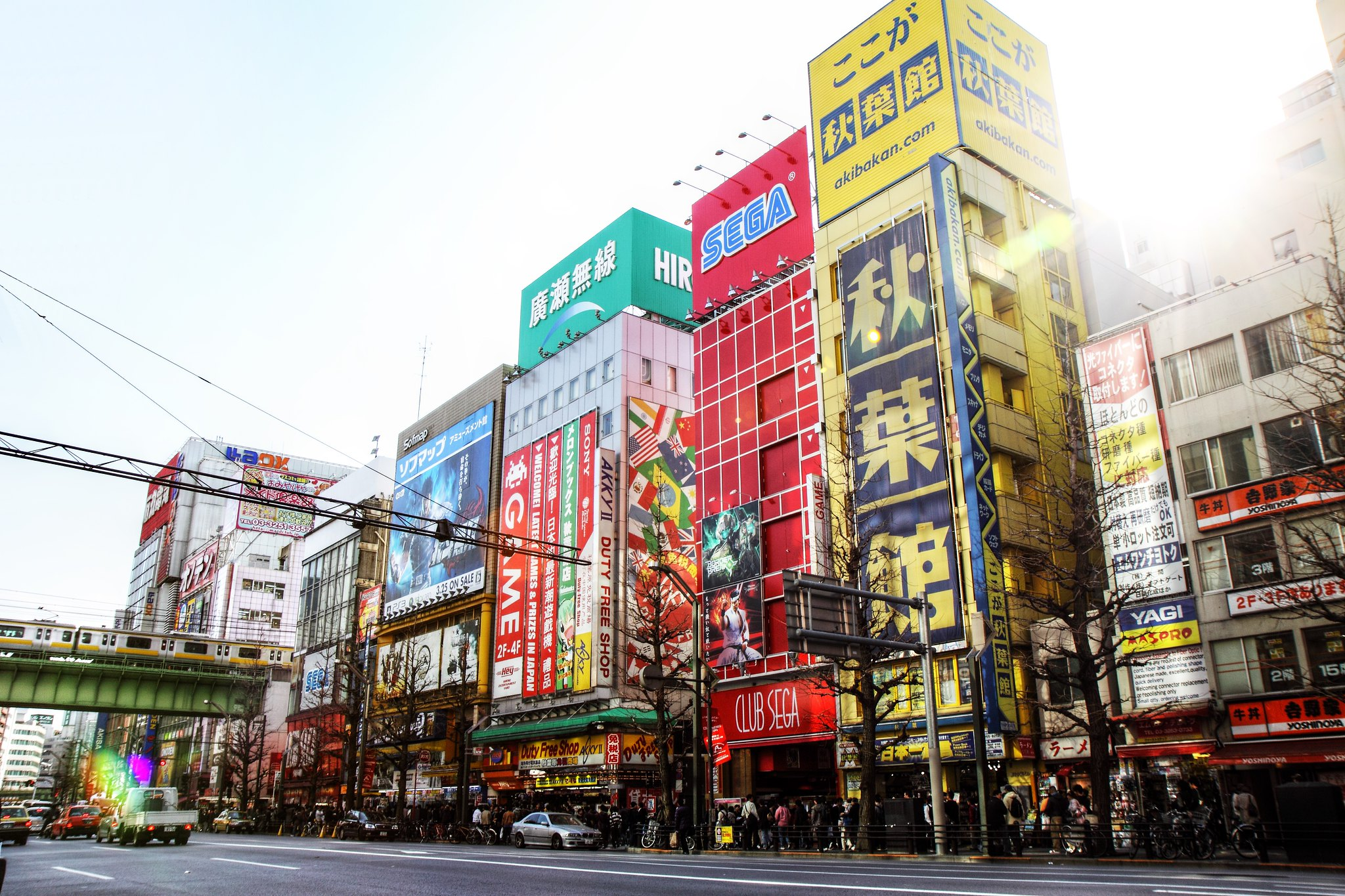
Además de Sega (reemplazada por GiGO), existen otras tiendas arcade en Japón, Asia y Corea.

Japón es el único país donde los arcades siguen teniendo éxito y se lanzan títulos y nuevas máquinas en el mercado actual.
Con la llegada de internet, la mayoría de las arcades requieren conexión y es imposible arrancarlas sin conexión, pero existen algunas máquinas que tuvieron un parche de desconexión que permite ejecutar el juego sin conexión. Además, usan tarjetas (como e-Amusement Pass) y un código para iniciar sesión.
Las empresas que antes fueron rivales (Konami, Sega, Bandai Namco Entertainment y Taito) trabajan juntas para mantener la industria arcade a flote. Eso se debe a que comparten conexión y publican juegos de grandes empresas en vez de que una empresa publicara sus propios juegos.
La pandemia de COVID-19 ha arruinado financieramente la industria. Al empezar la pandemia, todas las tiendas se cerraron durante dos meses y gran parte de ellas incluso fueron clausuradas; notablemente, Sega fue la principal empresa más golpeada.

## Arcade como género de videojuegos
En otros usos, el término arcade se refiere a los videojuegos clásicos o que recuerdan a las máquinas del mismo nombre. También se usa para diferenciar a los simuladores. Arcade, en este sentido, suele referirse a los juegos relativamente fáciles de jugar o que no responden fielmente a la gravedad y otras fuerzas.

### Géneros en las máquinas de arcade
Deportivos
Basados en cualquier clase de deporte: fútbol americano, fútbol, baloncesto, béisbol, boxeo, etc. En general, la partida se lleva a cabo siguiendo las reglas estándares del deporte aunque se mide por un tiempo corto definido, no más de 10 minutos por lo regular. Pasado este tiempo si el jugador lleva la ventaja podrá seguir jugando. En caso contrario, si el jugador está empatado con la máquina o perdiendo, se considera juego terminado o juego concluido (game over). Por lo general no ofrecen una historia o premisa de juego, pero sí formaciones o cambios de jugadores (en los juegos deportivos actuales), y en algunos casos, se juegan en partidas de un solo jugador como una copa.
Simuladores
Juegos que imitan la "experiencia" de manejar vehículos o armas. Entre ellos podemos encontrar simuladores de vuelo, de tanques, de Cabezas de playa, etc. Pueden presentar complejas piezas de hardware, como por ejemplo: sistemas hidráulicos que retroalimentan lo que se aprecia en el juego. Además de asientos y mandos parecidos a los que existen en los vehículos reales. Esto es con el fin de ofrecer una partida más realista e inmersiva. Las reglas pueden variar entre lograr manejos exitosos (despegues, aterrizajes, en el caso de simuladores de vuelo) hasta destruir o rescatar objetivos. Existen algunos casos en que se muestra una sencilla historia, en otras solo es como un simulador.
Carreras
Juegos ambientados en las competencias de autos, motocicletas, etc. Es frecuente que también posean asientos y mandos con forma de volantes, palanca de cambio de velocidad (en algunos casos la máquina tiene la forma del vehículo). A diferencia de los simuladores, el objetivo primordial es quedar en un lugar aceptable en una competencia (en ocasiones como mínimo en 3.er lugar) o cumplir con un tiempo específico. Por lo general no ofrecen una historia o premisa de juego, y en algunos casos, es solo una ficha por carrera, sin importar la pista escogida.
Acción
Involucra manipular a un personaje a través de una serie de niveles con dificultad progresiva. Se caracteriza en requerir acciones y reacciones rápidas que se deben adaptar al contexto que ofrece el juego (saltar, evadir, golpear, arrojar, etc., en el momento indicado). Por lo general, permiten dos o más jugadores simultáneos. Para estos juegos, es vital poseer una premisa, no obstante, suele ser sumamente sencilla. Dado que poseen una historia, existen algunos personajes.
Lucha
Este juego consiste en enfrentar dos o más personajes por ocasión entre sí. Las partidas pueden involucrar 1, 2 o hasta 3 rondas por combate, o bien, permite usar hasta 4 personajes en una misma partida. Conforme el jugador gana los combates, enfrenta a los siguientes luchadores. Es un género bastante popular y abundante en secuelas. Debido a lo anterior, son especialmente ricos en personajes (podemos encontrar juegos que
tienen desde 8 hasta 64 personajes); a su vez, cada personaje tiene aspecto, capacidades, poderes, datos personales y una historia compleja que lo vuelve único. En los últimos años, las historias de cada personaje o grupo de personajes se entrelanzan para hacer una historia común que intenta explicar los enfrentamientos.
Plataformas
Estos juegos muestran numerosas semejanzas con las arcades de Acción, sin embargo son nombrados así debido a que el personaje debe desplazarse por "planos" o "plataformas" y puede "morir", entre otras causas, por una caída desde una de estas. Estos juegos por lo general son en 2 dimensiones "2D" (un ejemplo claro es Super Mario Bros.) aunque existen raras excepciones en 3 dimensiones para arcades. Otra característica que los diferencia de los juegos de Acción es que solo permiten un jugador por vez. Para estos juegos, es vital poseer una premisa, no obstante, suele ser sumamente sencilla. Dado que poseen una historia, existen algunos personajes.
Shooters
Llamados así debido a que la acción principal del juego es disparar. Un personaje, vehículo o nave con completa libertad de movimiento se desplaza por toda la pantalla mientras el nivel se despliega lentamente, mostrando obstáculos o enemigos capaces de destruir a dicho vehículo. Puede ser lateral o vertical. El jugador evita perder disparando o evadiendo dichos obstáculos. Usualmente es ambientado con aeronaves o naves espaciales, pero los ambientes también pueden incluir: submarinos, el oeste estadounidense, eras cavernarias, etc. Existen algunos casos en que se muestra una sencilla historia y, en el caso de Darius, en cada etapa se divide en 2 zonas por escoger.
Música
Su desarrollo gira en torno a la música, ya sean de tipo karaoke, de baile o en los que se tocan instrumentos musicales. La mayoría de estos juegos se caracterizan por necesitar plataformas de baile, consolas de DJ, guitarras o tambores, u otros controles, y por ofrecer modo multijugador, en el que los jugadores intentan conseguir el mayor número de puntos posible por medio de su actuación. Solo algunos juegos de música presentan una historia dentro del juego.
Cabe mencionar también en menor medida los puzzles. En Japón además se han hecho populares los juegos de cartas, de mahjong japonés y aventuras.
Los géneros de corta duración, gran jugabilidad y rejugabilidad son los disponibles en estas máquinas; juegos extensos, como los juegos de rol, casi nunca han salido en este formato.